# 12 Andromedae
12 Andromedae este o stea din constelația Andromeda.